# محمدصادق بوشهری
محمد صادق بوشهری (زاده ۱۲۷۸ - درگذشته ۱۳۴۸) سیاست‌مدار و بازرگان ایرانی بود، که در دوره چهاردهم مجلس شورای ملی بعنوان نماینده شوشتر، در ادوار هجدهم و نوزدهم به‌عنوان نماینده دزفول و در دوره بیستم بعنوان نماینده اندیمشک از استان خوزستان در مجلس شورای ملی حضور داشت.

## زندگی‌نامه
محمد صادق بوشهری در سال ۱۲۷۸ زاده شد. وی سرمایه‌دار، نماینده مجلس شورای ملی و سناتور بود. پدرش حاج معین‌التجار بوشهری سرمایه‌دار بزرگ جنوب ایران بود. خودش نیز از جوانى به تجارت پرداخت و سرمایه‌دار عمده‌ای شد. در سال ۱۳۲۲ به نمایندگی شوشتر در مجلس شورای ملی انتخاب شد (دوره چهاردهم). پس از مرداد ۱۳۳۲ نیز بار دیگر به مجلس رفت و در دوره‌های هجدهم و نوزدهم نماینده دزفول بود. 
بوشهری سرانجام خودکشی کرد. او یک پسر داشت که او نیز خودکشی کرد. سه برادرش رضا، جواد و محمدباقر نیز مانند او نماینده مجلس شدند. رضا بوشهری که شاهدخت اشرف پهلوی را به عقد پسرش مهدی درآورد، سناتور هم شد و جواد به وزارت نیز رسید.